# Grand Prix de Lugano 2015
La 69e édition du Grand Prix de Lugano a eu lieu le 1er mars 2015. La course fait partie du calendrier UCI Europe Tour 2015 en catégorie 1.HC.
L'épreuve a été remportée lors d'un sprint d'une vingtaine de coureur par l'Italien Niccolò Bonifazio (Lampre-Merida) devant ses compatriotes Francesco Gavazzi (Southeast) et Matteo Montaguti (AG2R La Mondiale).

## Présentation

### Équipes
Classé en catégorie 1.HC de l'UCI Europe Tour, le Grand Prix de Lugano est par conséquent ouvert aux WorldTeams dans la limite de 75 % des équipes participantes, aux équipes continentales professionnelles, aux équipes continentales suisses et à une équipe nationale suisse.
Quatorze équipes participent à ce Grand Prix de Lugano - quatre WorldTeams, neuf équipes continentales professionnelles et une équipe continentale :
| UCI WorldTeams   | UCI WorldTeams | UCI WorldTeams |
| Nom de l'équipe  | Pays           | Code           |
| ---------------- | -------------- | -------------- |
| AG2R La Mondiale | France         | ALM            |
| IAM              | Suisse         | IAM            |
| Lampre-Merida    | Italie         | LAM            |
| Tinkoff-Saxo     | Russie         | TCS            |

| Équipes continentales professionnelles | Équipes continentales professionnelles | Équipes continentales professionnelles |
| Nom de l'équipe                        | Pays                                   | Code                                   |
| -------------------------------------- | -------------------------------------- | -------------------------------------- |
| Androni Giocattoli                     | Italie                                 | AND                                    |
| Bardiani CSF                           | Italie                                 | BAR                                    |
| Colombia                               | Colombie                               | COL                                    |
| Cult Energy                            | Danemark                               | CLT                                    |
| MTN-Qhubeka                            | Afrique du Sud                         | MTN                                    |
| Nippo-Vini Fantini                     | Italie                                 | NIP                                    |
| Novo Nordisk                           | États-Unis                             | TNN                                    |
| RusVelo                                | Russie                                 | RVL                                    |
| Southeast                              | Italie                                 | STH                                    |

| Équipe continentale | Équipe continentale | Équipe continentale |
| Nom de l'équipe     | Pays                | Code                |
| ------------------- | ------------------- | ------------------- |
| Roth-Škoda          | Suisse              | ROT                 |

## Classements

### Classement final
| Classement final | Classement final  | Classement final | Classement final   | Classement final  |
|                  | Coureur           | Pays             | Équipe             | Temps             |
| ---------------- | ----------------- | ---------------- | ------------------ | ----------------- |
| 1er              | Niccolò Bonifazio | Italie           | Lampre-Merida      | en 4 h 38 min 8 s |
| 2e               | Francesco Gavazzi | Italie           | Southeast          | m.t               |
| 3e               | Matteo Montaguti  | Italie           | AG2R La Mondiale   | m.t               |
| 4e               | Rasmus Guldhammer | Danemark         | Cult Energy        | m.t               |
| 5e               | Linus Gerdemann   | Allemagne        | Cult Energy        | m.t               |
| 6e               | Franco Pellizotti | Italie           | Androni Giocattoli | m.t               |
| 7e               | Javier Mejías     | Espagne          | Novo Nordisk       | m.t               |
| 8e               | Manuele Boaro     | Italie           | Tinkoff-Saxo       | m.t               |
| 9e               | David Tanner      | Australie        | IAM                | m.t               |
| 10e              | Damiano Cunego    | Italie           | Nippo-Vini Fantini | m.t               |
| modifier         |                   |                  |                    |                   |

### UCI Europe Tour
Ce Grand Prix de Lugano attribue des points pour l'UCI Europe Tour 2015, par équipes seulement aux coureurs des équipes continentales professionnelles et continentales, individuellement à tous les coureurs sauf ceux faisant partie d'une équipe ayant un label WorldTeam.
| Position,          | 1er | 2e | 3e | 4e | 5e | 6e | 7e | 8e | 9e | 10e | 11e | 12e | 13e | 14e | 15e |
| Classement général | 100 | 70 | 40 | 30 | 25 | 20 | 15 | 10 | 9  | 8   | 7   | 6   | 5   | 4   | 3   |

## Liste des participants
- Liste de départ complète

| Légende | Légende                                                                    | Légende | Légende                                                    |
| ------- | -------------------------------------------------------------------------- | ------- | ---------------------------------------------------------- |
| Num     | Dossard de départ porté par le coureur sur ce Grand Prix de Lugano         | Pos     | Position à l'arrivée de la course                          |
|         | Indique un maillot de champion national ou mondial, suivi de sa spécialité | NP      | Indique un coureur qui n'a pas pris le départ de la course |
| AB      | Indique un coureur qui n'a pas terminé la course                           | HD      | Indique un coureur qui a terminé la course hors des délais |

| Southeast STH                   | Southeast STH           | Southeast STH |
| ------------------------------- | ----------------------- | ------------- |
| Num                             | Coureur                 | Pos           |
| 1                               | Francesco Gavazzi (ITA) | 2e            |
| 2                               | Matteo Busato (ITA)     | AB            |
| 3                               | Ramón Carretero (PAN)   | AB            |
| 4                               | Elia Favilli (ITA)      | 14e           |
| 5                               | Giuseppe Fonzi (ITA)    | 51e           |
| 6                               | Jonathan Monsalve (VEN) | AB            |
| 7                               | Simone Ponzi (ITA)      | 33e           |
| 8                               | Mirko Tedeschi (ITA)    | AB            |
| Directeur sportif : Luca Scinto |                         |               |

| Tinkoff-Saxo TCS                     | Tinkoff-Saxo TCS               | Tinkoff-Saxo TCS |
| ------------------------------------ | ------------------------------ | ---------------- |
| Num                                  | Coureur                        | Pos              |
| 11                                   | Ivan Basso (ITA)               | 17e              |
| 12                                   | Manuele Boaro (ITA)            | 8e               |
| 13                                   | Evgueni Petrov (RUS)           | AB               |
| 14                                   | Jesús Hernández Blázquez (ESP) | 40e              |
| 15                                   | Sérgio Paulinho (POR)          | 13e              |
| 16                                   | Jay McCarthy (AUS)             | 60e              |
| 17                                   | Chris Anker Sørensen (DEN)     | 21e              |
| 18                                   | Oliver Zaugg (SUI)             | 47e              |
| Directeur sportif : Bruno Cenghialta |                                |                  |

| Lampre-Merida LAM                     | Lampre-Merida LAM        | Lampre-Merida LAM |
| ------------------------------------- | ------------------------ | ----------------- |
| Num                                   | Coureur                  | Pos               |
| 21                                    | Niccolò Bonifazio (ITA)  | 1er               |
| 22                                    | José Serpa (COL)         | 23e               |
| 23                                    | Mattia Cattaneo (ITA)    | AB                |
| 24                                    | Davide Cimolai (ITA)     | 30e               |
| 25                                    | Valerio Conti (ITA)      | 32e               |
| 26                                    | Ilia Koshevoy (BLR)      | 48e               |
| 27                                    | Przemysław Niemiec (POL) | 15e               |
| 28                                    | Luka Pibernik (SLO)      | 69e               |
| Directeur sportif : Simone Pedrazzini |                          |                   |

| IAM                                    | IAM                         | IAM |
| -------------------------------------- | --------------------------- | --- |
| Num                                    | Coureur                     | Pos |
| 31                                     | Clément Chevrier (FRA)      | 29e |
| 32                                     | Jérôme Coppel (FRA)         | 28e |
| 33                                     | Jonathan Fumeaux (SUI)      | 36e |
| 34                                     | Pirmin Lang (SUI)           | 66e |
| 35                                     | Jarlinson Pantano (COL)     | 16e |
| 36                                     | Sébastien Reichenbach (SUI) | 12e |
| 37                                     | David Tanner (AUS)          | 9e  |
| 38                                     | Patrick Schelling (SUI)     | 38e |
| Directeur sportif : Rubens Bertogliati |                             |     |

| AG2R La Mondiale ALM               | AG2R La Mondiale ALM    | AG2R La Mondiale ALM |
| ---------------------------------- | ----------------------- | -------------------- |
| Num                                | Coureur                 | Pos                  |
| 41                                 | Jan Bakelants (BEL)     | 11e                  |
| 42                                 | Julien Bérard (FRA)     | 59e                  |
| 43                                 | Hubert Dupont (FRA)     | 22e                  |
| 44                                 | Patrick Gretsch (GER)   | AB                   |
| 45                                 | Matteo Montaguti (ITA)  | 3e                   |
| 46                                 | Rinaldo Nocentini (ITA) | 18e                  |
| 47                                 | Christophe Riblon (FRA) | 58e                  |
| 48                                 |                         |                      |
| Directeur sportif : Laurent Biondi |                         |                      |

| Bardiani CSF BAR                      | Bardiani CSF BAR                 | Bardiani CSF BAR |
| ------------------------------------- | -------------------------------- | ---------------- |
| Num                                   | Coureur                          | Pos              |
| 51                                    | Sonny Colbrelli (ITA)            | 34e              |
| 52                                    | Enrico Barbin (ITA)              | 53e              |
| 53                                    | Enrico Battaglin (ITA)           | 27e              |
| 54                                    | Nicola Boem (ITA)                | AB               |
| 55                                    | Francesco Manuel Bongiorno (ITA) | 41e              |
| 56                                    | Luca Chirico (ITA)               | 44e              |
| 57                                    | Andrea Piechele (ITA)            | 52e              |
| 58                                    | Edoardo Zardini (ITA)            | 50e              |
| Directeur sportif : Roberto Reverberi |                                  |                  |

| Androni Giocattoli AND           | Androni Giocattoli AND  | Androni Giocattoli AND |
| -------------------------------- | ----------------------- | ---------------------- |
| Num                              | Coureur                 | Pos                    |
| 61                               | Franco Pellizotti (ITA) | 6e                     |
| 62                               | Davide Appollonio (ITA) | 43e                    |
| 63                               | Carlos Gálviz (VEN)     | AB                     |
| 64                               |                         |                        |
| 65                               | Simone Stortoni (ITA)   | AB                     |
| 66                               | Fabio Taborre (ITA)     | AB                     |
| 67                               |                         |                        |
| 68                               |                         |                        |
| Directeur sportif : Gianni Savio |                         |                        |

| Nippo-Vini Fantini NIP               | Nippo-Vini Fantini NIP   | Nippo-Vini Fantini NIP |
| ------------------------------------ | ------------------------ | ---------------------- |
| Num                                  | Coureur                  | Pos                    |
| 71                                   | Damiano Cunego (ITA)     | 10e                    |
| 73                                   | Alessandro Bisolti (ITA) | 45e                    |
| 72                                   | Giacomo Berlato (ITA)    | 57e                    |
| 74                                   | Iuri Filosi (ITA)        | 46e                    |
| 75                                   | Manabu Ishibashi (JPN)   | AB                     |
| 76                                   | Shiki Kuroeda (JPN)      | AB                     |
| 77                                   | Antonio Nibali (ITA)     | AB                     |
| 78                                   | Genki Yamamoto (JPN)     | AB                     |
| Directeur sportif : Stefano Giuliani |                          |                        |

| RusVelo RVL                       | RusVelo RVL               | RusVelo RVL |
| --------------------------------- | ------------------------- | ----------- |
| Num                               | Coureur                   | Pos         |
| 81                                | Ildar Arslanov (RUS)      | AB          |
| 82                                | Ivan Balykin (RUS)        | 42e         |
| 83                                | Petr Ignatenko (RUS)      | AB          |
| 84                                | Roman Kustadinchev (RUS)  | AB          |
| 85                                | Roman Maikin (RUS)        | 39e         |
| 86                                | Artem Nych (RUS)          | AB          |
| 87                                | Artem Ovechkin (RUS)      | AB          |
| 88                                | Andrey Solomennikov (RUS) | AB          |
| Directeur sportif : Roberto Vigni |                           |             |

| MTN-Qhubeka MTN                    | MTN-Qhubeka MTN                          | MTN-Qhubeka MTN |
| ---------------------------------- | ---------------------------------------- | --------------- |
| Num                                | Coureur                                  | Pos             |
| 91                                 | Songezo Jim (RSA)                        | 65e             |
| 92                                 | Natnael Berhane (ERI)                    | 35e             |
| 93                                 | Nicolas Dougall (RSA)                    | 70e             |
| 94                                 | Jacques Janse van Rensburg (RSA) (Route) | 49e             |
| 95                                 | Merhawi Kudus (ERI)                      | 24e             |
| 96                                 | Louis Meintjes (RSA)                     | 26e             |
| 97                                 | Adrien Niyonshuti (RWA)                  | 64e             |
| 98                                 | Daniel Teklehaimanot (ERI)               | 62e             |
| Directeur sportif : Alex Sans Vega |                                          |                 |

| Novo Nordisk TNN                      | Novo Nordisk TNN           | Novo Nordisk TNN |
| ------------------------------------- | -------------------------- | ---------------- |
| Num                                   | Coureur                    | Pos              |
| 101                                   | Javier Mejías (ESP)        | 7e               |
| 102                                   | Scott Ambrose (NZL)        | AB               |
| 103                                   | Corentin Cherhal (FRA)     | AB               |
| 104                                   | Kevin De Mesmaeker (BEL)   | AB               |
| 105                                   | Joonas Henttala (FIN)      | AB               |
| 106                                   | Andrea Peron (ITA)         | 67e              |
| 107                                   | Martijn Verschoor (NED)    | AB               |
| 108                                   | Christopher Williams (AUS) | AB               |
| Directeur sportif : Massimo Podenzana |                            |                  |

| Colombia COL                        | Colombia COL               | Colombia COL |
| ----------------------------------- | -------------------------- | ------------ |
| Num                                 | Coureur                    | Pos          |
| 111                                 | Alex Cano (COL)            | 25e          |
| 112                                 | Edward Díaz (COL)          | NP           |
| 113                                 | Fabio Duarte (COL)         | 56e          |
| 114                                 | Daniel Martínez (COL)      | AB           |
| 115                                 | Carlos Quintero (COL)      | 55e          |
| 116                                 | Miguel Ángel Rubiano (COL) | 20e          |
| 117                                 | Sebastián Molano (COL)     | 54e          |
| 118                                 | Rodolfo Torres (COL)       | 19e          |
| Directeur sportif : Valerio Tebaldi |                            |              |

| Cult Energy CLT                    | Cult Energy CLT         | Cult Energy CLT |
| ---------------------------------- | ----------------------- | --------------- |
| Num                                | Coureur                 | Pos             |
| 121                                | Linus Gerdemann (GER)   | 5e              |
| 122                                | Rasmus Guldhammer (DEN) | 4e              |
| 123                                | Karel Hník (CZE)        | AB              |
| 124                                | Gustav Larsson (SWE)    | AB              |
| 125                                | Romain Lemarchand (FRA) |                 |
| 126                                | Christian Mager (GER)   | AB              |
| 127                                | Fabian Wegmann (GER)    | 31e             |
| 128                                |                         |                 |
| Directeur sportif : Michael Skelde |                         |                 |

| Roth-Škoda ROT                       | Roth-Škoda ROT          | Roth-Škoda ROT |
| ------------------------------------ | ----------------------- | -------------- |
| Num                                  | Coureur                 | Pos            |
| 131                                  | Michael Bresciani (ITA) | AB             |
| 132                                  | Nico Brüngger (SUI)     | 61e            |
| 133                                  | Alberto Cecchin (ITA)   | AB             |
| 134                                  | Yannick Eckmann (USA)   | AB             |
| 135                                  | Lukas Jaun (SUI)        | 63e            |
| 136                                  | Giacomo Tomio (ITA)     | AB             |
| 137                                  | Andrea Vaccher (ITA)    | 68e            |
| 138                                  | Andrea Pasqualon (ITA)  | 37e            |
| Directeur sportif : Mirco Lorenzetto |                         |                |